# Mišnjak (Šipan)
Mišnjak je nenaseljeni otočić u hrvatskom dijelu Jadranskog mora.
Njegova površina iznosi 0,025 km². Dužina obalne crte iznosi 0,64 km.